# ロドリゴ・ジョゼ・リマ・ドス・サントス
リマ（Lima）ことロドリゴ・ジョゼ・リマ・ドス・サントス（Rodrigo José Lima dos Santos, 1983年8月11日 - ）は、ブラジル・パラー州出身の元サッカー選手。現役時代のポジションはフォワード。

## 経歴

### クラブ
2010年にポルトガルのSCブラガに3年契約で移籍した。翌シーズンには30試合に出場し20ゴールを記録し、オスカル・カルドソと共に得点王を獲得した。2012年8月31日、SLベンフィカに4年契約で移籍した。
2015年7月24日、UAEのアル・アハリ・ドバイへ移籍することを発表した。

## タイトル

### クラブ
パイサンドゥSC
- カンピオナート・パラエンセ：1回（2005）

SLベンフィカ
- プリメイラ・リーガ：2回（2013-14、2014-15）
- タッサ・デ・ポルトガル：1回（2013-14）
- タッサ・ダ・リーガ：2回（2013-14, 2014-15）
- スーペルタッサ・カンディド・デ・オリベイラ：1回（2014）

アル・アハリ
- アラビアン・ガルフ・リーグ：1回（2015-16）

### 個人
- ボーラ・ジ・プラッタ：1回（2011-2012）
- SJPF月間最優秀賞：2回（2012年2月、2014年4月）